# Munkhättesläktet
Munkhättesläktet (Arum) är ett släkte i familjen kallaväxter (Araceae). Släktet består av ca 25 arter. Några arter odlas som prydnadsväxter ute i Sverige.
Släktet innehåller fleråriga örter med jordstam. Bladen är skaftade, pillika, fjädernerviga och ibland med mörka fläckar. Blomkolven är omgiven av ett nedtill rörlikt hölsterblad. Kolvens övre del är steril, nedtill med blommor. Blommorna är enkönade, åtskilda av sterila, till hår reducerade blommor. Hanblommorna sitter överst, honblommorna nederst. Hylleblad saknas. Ståndare tre till fyra stycken. Frukten är ett bär.
Hela växten, särskilt den färska roten, innehåller gifter som förstörs vid kokning eller torkning
Släktnamnet Arum (gr.) betyder ormrot och var ett växtnamn hos Theofrastos. 

## Arter
Dottertaxa till Munkhättor enligt Catalogue of Life:

- Arum alpinariae
- Arum apulum
- Arum balansanum
- Arum besserianum
- Arum byzantinum
- Arum concinnatum
- Arum creticum
- Arum cylindraceum - Munkhätta
- Arum cyrenaicum
- Arum dioscoridis
- Arum elongatum
- Arum euxinum
- Arum gratum
- Arum hainesii
- Arum hygrophilum
- Arum idaeum
- Arum italicum - Italiensk munkhätta
- Arum jacquemontii
- Arum korolkowii
- Arum lucanum
- Arum maculatum - Fläckig munkhätta
- Arum megobrebi
- Arum nigrum
- Arum orientale
- Arum palaestinum
- Arum pictum
- Arum purpureospathum
- Arum rupicola
- Arum sintenisii
- Arum sooi